# Тајфун
Тајфун је врста тропских циклона, који је типичан за северозападни део Тихог океана. 
Зона деловања тајфуна, на које отпада трећина од укупног броја тропских циклона на Земљи, лежи између обале источне Азије на западу, на југу до екватора и међународне датумске границе на истоку. Тајфуни се најчешће појављују током лета и јесени. Брзина ветра у унутрашњости тајфуна може достизати брзину и до 300 км/час. Тајфуни у себи носе велике количине падавина и могу изазвати огромне штете.

## Карактеристике
Тајфун је тропски циклон који се развија између 180° и 100°Е на северној хемисфери и који производи ветрове ураганске снаге од најмање 119 км/час. Овај регион се назива басен северозападног Пацифика, и чини скоро једну трећину светских тропских циклона. Термин ураган се односи на тропски циклон (опет са сталним ветровима од најмање 119 км/час) у северном централном и североисточном Пацифику и северном Атлантику. У свим овим регионима, слабији тропски циклони називају се тропске олује. У организационе сврхе, северни Тихи океан је подељен на три региона: источни (Северна Америка до 140°W), централни (140°W до 180°W) и западни (180° до 100°Е). Регионални специјализовани метеоролошки центар за прогнозе тропских циклона налази се у Јапану, уз друге центре за упозорење о тропским циклонима за северозападни Пацифик на Хавајима (Заједнички центар за упозорење на тајфуне), на Филипинима и у Хонг Конгу. Иако Регионални центар именује сваки систем, сама главна листа имена је координирана између 18 земаља које сваке године имају територије угрожене тајфунима.
Иако се већина олуја формира између јуна и новембра, неколико олуја се може ретко појавити између децембра и маја. У просеку, северозападни Пацифик карактеришу најбројнији и најинтензивнији тропски циклони на свету. Филипини примају највећи терет на копну, док су Кина и Јапан ређе погођени. Међутим, неки од најсмртоноснијих тајфуна у историји погодили су Кину. У Вијетнаму сезона тајфуна траје од почетка јуна до краја новембра, са просечно четири до шест тајфуна који погоде земљу годишње.
Према статистици Заједничког центра за упозоравање на тајфуне, од 1950. до 2022. године, северозападни Пацифик је произвео у просеку 26,5 именованих тропских циклона сваке године, од којих је у просеку 16,6 достигло стандард за тајфуне или више, како је дефинисано у Заједничком центру за упозоравање на тајфуне.

## Класификације интензитета
Тропска депресија је најнижа категорија коју Јапанска метеоролошка агенција користи за тропски систем чија брзина ветра не прелази 33 чвора (61 км/час). Тропска депресија се унапређује у тропску олују ако њена стална брзина ветра пређе 34 чвора (63 км/час). Тропске олује такође добијају званична имена. Уколико се олуја додатно појача и достигне сталну брзину ветра од 48 чворова (89 км/час), онда ће бити класификована као јака тропска олуја. Када максимални трајни ветрови система достигну брзину ветра од 64 чвора (119 км/час), тропски циклон је тајфун — највиша категорија на његовој скали.

## Стварање циклона
Постоји шест главних захтева за тропску циклогенезу: довољно топла температура површине мора, нестабилност атмосфере, висока влажност у нижим и средњим нивоима тропосфере, довољна Кориолисова сила да се развије центар ниског притиска, већ постојећи фокус ниског нивоа или поремећај, и ниско вертикално смицање ветра. Иако су ови услови неопходни за формирање тропског циклона, они не гарантују да ће се формирати тропски циклон. Минимална удаљеност од 500 км од екватора је нормално потребна за тропску циклогенезу. Међутим, постоји инверзна веза између активности тропских циклона у басену западног Пацифика и северноатлантском басену. Када је један базен активан, други је нормално тих, и обрнуто.

## Учесталост
Скоро једна трећина светских тропских циклона формира се у западном Пацифику. Ово чини овај басен најактивнијим на Земљи. Пацифички тајфуни се формирају током целе године, са вршним месецима од августа до октобра. Врхунски месеци одговарају сезонама атлантских урагана. Уз високу учесталост олуја, овај басен има и најинтензивније олује на глобалном нивоу. Тропски циклони се формирају у било ком месецу у години широм северозападног Тихог океана и концентришу се око јуна и новембра у северном Индијском океану. Подручје североисточно од Филипина је најактивније место на Земљи за постојање тропских циклона.